# Programme national de santé mentale de Côte d'Ivoire
Le Programme national de santé mentale (PNSM) de Côte d'Ivoire est une initiative gouvernementale visant à améliorer la santé mentale des citoyens ivoiriens. Il s'agit d'un ensemble de politiques, de stratégies et de programmes coordonnés par le ministère ivoirien chargé de la santé en collaboration avec des partenaires nationaux et internationaux ainsi que des professionnels de la santé mentale,.
Le directeur actuel du PNSM est le professeur Koua Asséman Médard.
Créé le 21 juin 2007, le programme a pour mission de permettre à chaque Ivoirien de jouir d’une productivité socioéconomique durable dans tous les secteurs d’activités.

## Historique

### Les premiers pas de la psychiatrie en terre ivoirienne
En Côte d’Ivoire, les premiers symptômes psychiatriques ont été documentés en 1925 par le docteur Bouffard, qui a noté que l'état sanitaire de la colonie française de l'époque était excellent pour les Européens et les indigènes. Il a souligné les problèmes sociaux tels que l'alcoolisme chez les indigènes mais n'a pas mentionné de problèmes psychiatriques spécifiques. Il n'existe pas beaucoup d'informations sur l'évolution de la santé mentale de la population jusqu'en 1958.
En 1958, l'asile de l'hôpital de Treichville a été construit pour protéger la société des « malades mentaux ». Il était composé d'un bâtiment central avec le bureau du médecin, une salle de soins, une salle de garde et une pharmacie. Les malades étaient entassés dans des salles d'hospitalisation, avec des conditions sanitaires précaires. Les patients étaient considérés comme des marginaux dangereux pour la société et étaient enfermés dans des cellules. Ce service de psychiatrie, appelé le « Cabanon », était marqué par son caractère carcéral.
Peu avant l'indépendance, entre 1959 et 1960, une consultation de neuropsychiatrie infantile dirigée par un spécialiste français a eu lieu, principalement pour des problèmes scolaires et des troubles de comportement chez les enfants. Peu de documents retracent cette période.

#### Les années 1960
Le 28 février 1962, l'hôpital psychiatrique de Bingerville ouvre ses portes après plusieurs années de construction. Son premier médecin-chef est le Dr Antoine Abhé. En 1967, le recteur de l'université d'Abidjan souhaite créer une consultation médico-psychologique en raison des difficultés psychologiques croissantes des étudiants,.
En 1968, les responsables de la Société d'aide à la santé mentale, de passage à Abidjan, rencontrent le ministre de la Santé. Au menu des échanges, la création d'une section de l'organisation en Côte d'Ivoire.

##### L’ère «Hazera»
Le professeur Max Hazera a joué un rôle clé dans le développement de la psychiatrie en Côte d'Ivoire. Il est arrivé à Abidjan en 1968 en tant que chef du service de protection de la santé mentale et de psychiatrie sociale. Son travail visait à intégrer la psychiatrie dans la société ivoirienne en impliquant la famille et en évitant les pratiques asilaires. Sous son leadership, un Institut national de santé publique (INSP) a été créé en 1970.

### De 1970 à aujourd'hui
En 1973, une équipe dédiée aux consultations pour les enfants et les adolescents a été formée, créant ainsi le service de protection de la santé mentale et de psychiatrie sociale.
De 1970 à 1973, ce service ambulatoire a traité 2 093 enfants lors de 8 529 consultations. L'augmentation de la demande a conduit à la création en 1974 du Centre de guidance infantile (CGI), dirigé par le professeur Hazera. Le CGI a segmenté ses consultations en deux parties, prenant en charge les enfants jusqu'à 14 ans tandis que les adolescents étaient dirigés vers le service d'hygiène mentale. À partir de 1973, une partie du personnel a quitté le service, entraînant une baisse d'activité.
Initialement situé à Adjamé-Nord, le CGI était un établissement public relevant du ministère de la Santé publique (actuel ministère de la Santé et de l’Hygiène publique), proposant des consultations et des soins gratuits. Son fonctionnement était aligné sur celui des autres Centres de guidance infantile.
En 1974, l'équipe du CGI était composée de deux psychiatres, de deux psychologues, d'une assistante sociale, de deux aides-assistantes, d'un ergothérapeute, d'une orthophoniste, d'un rééducateur de la psychomotricité et d'un secrétaire, supervisés par le professeur Hazera et le psychologue Aie Sieye.
En 1977, deux psychothérapeutes ont intégré l'équipe. Le noyau central du centre comprenait les psychiatres, les psychologues et les travailleurs sociaux, accompagnés de techniciens spécialisés et d'un secrétaire.
En 1989, Dr Té Bonlé, première pédopsychiatre ivoirienne, a pris la direction du CGI, suivie par Dr Coulibaly Djenéba en 1993.
Pendant cette période, des progrès significatifs ont été réalisés dans l'enseignement de la psychologie médicale et de la psychiatrie en Côte d'Ivoire, avec la mise en place de programmes et de stages dans différents services médicaux.

### Direction du PNSM depuis 2022

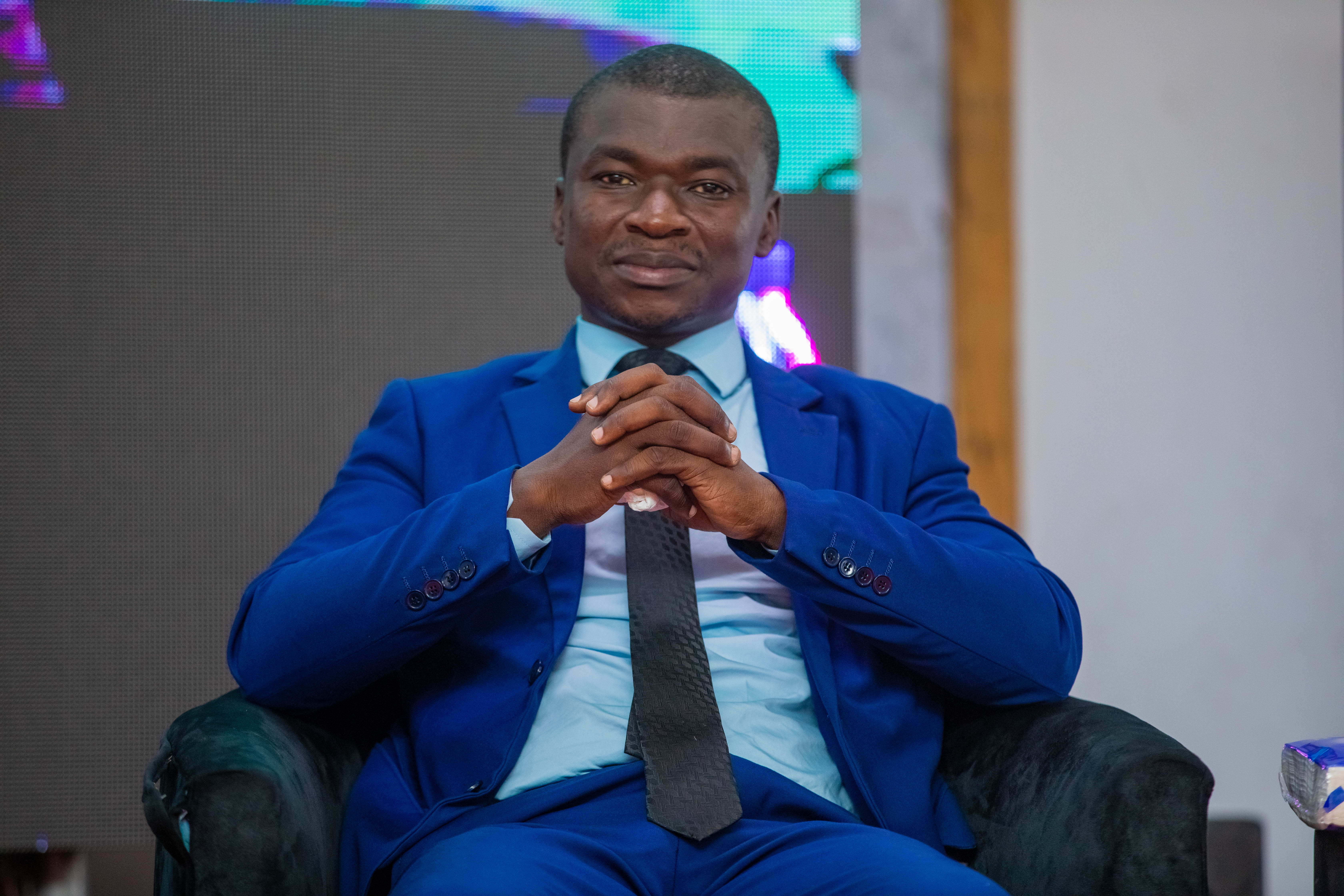
Le psychiatre Asseman Koua Médard, directeur du PNSM depuis 2022.

Le médecin psychiatre, hypnothérapeute et universitaire ivoirien Asseman Koua Médard, précédemment chargé de l'hôpital psychiatrique de Bouaké, devient le directeur coordonnateur du Programme national de santé mentale de Côte d'Ivoire en 2022.

## Missions
Entre autres Missions, le Programme national de santé mentale (PNSM) en Côte d'Ivoire a pour but :
- d'offrir des soins de santé adaptés et de qualité ;
- d'augmenter l'utilisation des points d'accès à l'information et ;
- d'améliorer la gestion de l'information sanitaire concernant les services de santé[8].

## Structures de prise en charge des troubles psychiatriques
Selon le Programme national de santé mentale (PNSM), il existe 57 structures de prise en charge des troubles psychiatriques, dont 30 sont publiques et 12 privées, 14 sont confessionnelles/ONG et une est communautaire. Une seule structure de prise en charge se situe en milieu rural.
Parmi les structures de prise en charge des troubles psychiatriques en Côte d'Ivoire, on peut citer : 
- l’hôpital psychiatrique de Bingerville, qui, depuis 2006, a ouvert un quatrième service : « la clinique », permettant de relever le standing de l’hospitalisation des patients ;
- les services de l’INSP d’Adjamé ;
- le service de consultation au CHU de Treichville ;
- le centre de santé mentale de Bouaké ;
- le service de neuropsychiatrie de Korhogo ;
- le service de psychiatrie au Centre régional des œuvres universitaires (Crou) de Cocody Campus ;
- le service de psychiatrie des Centres hospitaliers régionaux (CHR) de San Pedro, Aboisso, Yamoussoukro, Abengourou, Daloa ;
- le service de psychiatrie des hôpitaux généraux de Dabou, Soubré ;
- des services de psychiatrie dans certaines structures sanitaires telles que dans les services de santé scolaire et universitaire d’Abidjan, à l’infirmerie du Pôle pénitentiaire d'Abidjan (PPA) ;
- le centre de santé de Trinleu-Diapleu de Man[5].

Une enquête du PNSM a révélé que la Côte d'Ivoire compte 541 structures non conventionnelles spécialisées en santé mentale, dont 326 camps de prière, 127 centres de guérison traditionnels, 29 centres roqya et 59 centres de phytothérapie,,.